# 安德里斯·貝爾津什 (拉脫維亞總統)
安德里斯·貝爾津什（1944年12月10日—），是一名拉脫維亞的商人、银行家及政治家。在2011年6月2日勝出大選後，成為第8任拉脫維亞總統。

## 生平
贝尔津什生于拉脱维亚尼塔乌列镇，1971年毕业于里加工学院，1988年获拉脱维亚国立大学经济系文凭。他曾在苏联电子生产联合体工作。1990年，他当选苏联拉脱维亚共和国最高苏维埃议员。1993年至2003年，他先后担任拉脱维亚联合银行行长、瑞典北欧斯安银行和联合银行股份公司总裁顾问等职务。2006年11月，他开始出任拉脱维亚工商会主席（另译为工商联合会会长）。2010年当选拉脱维亚议会议员。
2011年拉脱维亚总统大选中，贝尔津什在总统选举第二轮投票中获得53票，击败了获得41票的前任总统扎特莱尔斯，当选为拉脱维亚总统。7月8日在议宣誓就职，任期4年。
贝尔津什是1990年拉脱维亚独立以来最富有的总统，拥有无数动产与不动产。根据2011年5月参加总统选举前的申报，他在全国各地拥有35处地产和若干栋房产，并拥有存款214.2万欧元、4.4567万美元和2195拉特（1美元约等于0.491拉特）总计约合2000万人民币的存款。
贝尔津什有两次婚姻，与第一任妻子育有一女一子。在当选总统后，正式迎娶了第二任妻子，并同她育有一名子女。

## 荣誉

### 外国勋章奖章
- 芬兰白玫瑰大十字勋章附颈饰（芬兰，2013年[4]）